# 샌타모니카

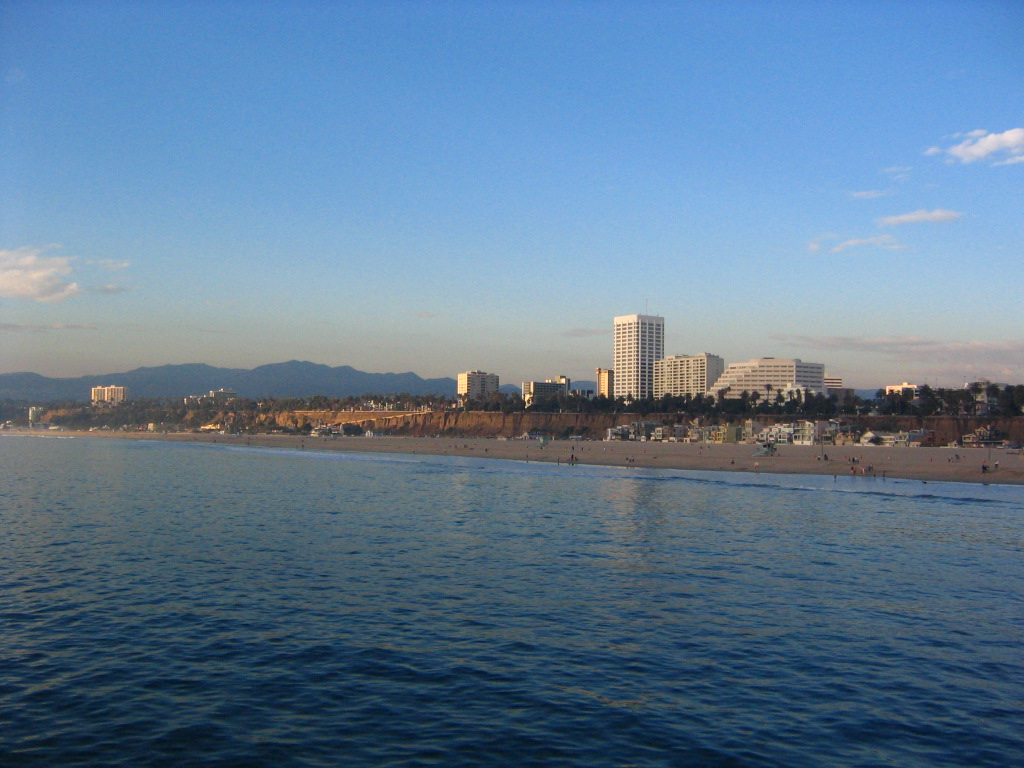
샌타모니카 부두에서 바라본 샌타모니카 도심.

샌타모니카.

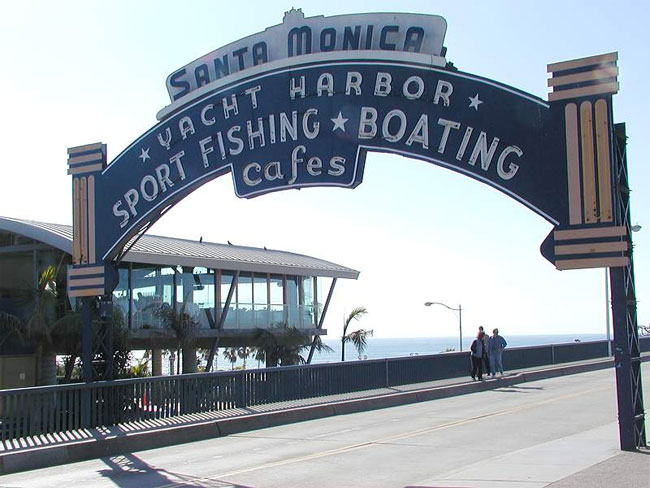
샌타모니카 부두 입구.

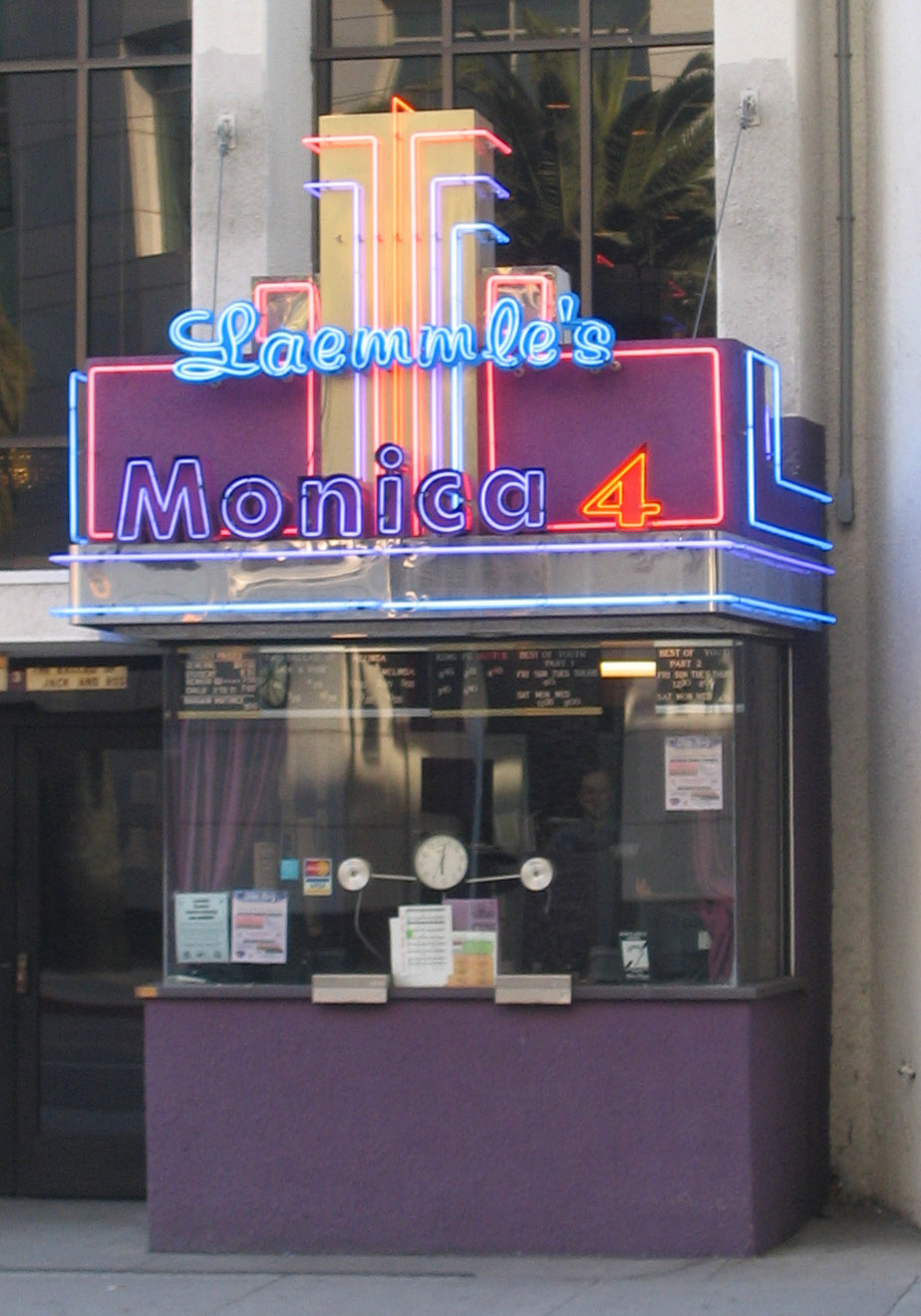
2번가에 있는 더 모니카(The Monica), 예술 영화 상영극장.

샌타모니카(영어: Santa Monica)는 미국 캘리포니아주 로스앤젤레스군 서부에 위치한 해안 도시이다. 태평양을 접하고 있으며, 샌타모니카 만에 들어서 있다. 샌타모니카 시는 로스앤젤레스 시에 완전히 둘러싸여 있다. 다시 말해, 패시픽 팰러세이즈 및 브렌트우드가 북쪽에, 그리고 웨스트 로스앤젤레스 (로스앤젤레스) 및 마 비스타가 동쪽에, 그리고 베니스 (캘리포니아)가 남쪽에 위치한다.
2006년 미국 인구 조사청의 인구 조사 결과에 따르면 샌타모니카의 인구는 약 8만 8050 명이었다. 캘리포니아주 재무국의 예측치에 따르면 2007년 인구 추정치는 10만 1130 명이었다..
샌타모니카의 이름은 서방 교회의 4대 교회학자 가운데 한 사람인 히포의 아우구스티누스의 어머니 히포의 모니카의 이름을 따서 지어졌다. 히포의 모니카 축제일(feast day)에 스페인 사람들이 이 지역을 처음 방문했기 때문이었다.
스케이트보드나 파도타기 애호가들은, 샌타모니카의 오션 파크 근처 지역과 베니스근처 지역을 때때로 "사모"(SaMo)라고 줄여 부르기도 한다. 노스 할리우드를 "노호"(NoHo), 웨스트 할리우드를 "웨할(WeHo)라이 부르는 것과 같은 이치이다.
날씨가 화창하기 때문에, 20세기 초부터 샌타모니카 지역은 리조트 타운으로 꽤 유명해지기 시작하였다. 1980년대, 특히 도심 재개발이 있은 후, 경제 붐이 일어났는데, 지역의 일자리가 크게 늘어났으며, 관광 수입도 급증하였다.

## 관광지
샌타모니카 루프 히포드롬(The Santa Monica Looff Hippodrome, 회전목마)는 미국의 국가 역사 랜드마크로 지정되어 있다. 샌타모니카 부두에 위치한다. 샌타모니카 부두는 1909년 완공되었다. 부두 근처 "라 모니카 볼룸"은 한 때 미국에서 가장 큰 볼룸이었다. 종종 이곳의 모습이 한 해 마지막 날 미국 전역에 방송되기도 하였다.
샌타모니카 시빅 오디토리엄은 수십 년간 음악 공연이 있었던 곳이자, 1960년대 아카데미상 시상식이 거행되었던 곳이다

## 지리
샌타모니카는 대략 북위 34°1'19", 서경 118°28'53"에 위치한다. (34.022059, -118.481336).
이 도시는 완만한 경사지 위에 있다. 오션 애비뉴쪽으로, 또한 남쪽으로 내리막이 있는 완만한 경사 위에 있다. 높은 절벽이 도시 북부와 해안 사이를 구분해준다.
미국 인구 조사청의 자료에 의하면, 샌타모니카의 면적은 41.2 km2 (15.9 mi²)이다. 그 중 21.4 km2 (8.3 mi²)가 육지이다. 도시 경계선은 바다로 5.6 km(3 해리)가 더 뻗어 나간다. 샌타모니카의 면적 중 19.8 km2 (7.7 mi²)이 바다이다. 전체 면적 중 48.08%가 바다이다.

## 기후

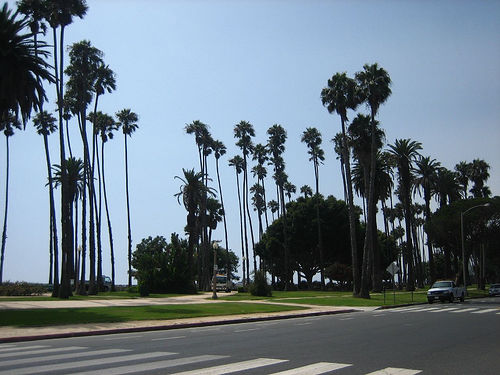
오션 애비뉴의 야자수들.

샌타모니카의 1년 중 평균 325일은 맑은 날이다. 광활하고 개방된 샌타모니카 만에 아늑하게자리 잡고 있기 때문에, 5월부터 7월 사이에는 자주 아침에 안개가 끼거나 한다. 해수 온도 변화와 조류 흐름 때문에 그렇다. 지역 주민들은 이 안개에 대해 "메이 그레이"(May Gray) 그리고 "준 글룸"(June Gloom)이라고 이름을 붙였다. 6월에는 아침 중에 구름 낀 날이 많다. 하지만 정오 무렵까지 강렬한 햇살이 비추며 안개를 날려버린다. 그럼에도 불구하고, 6월 중 때때로 하루 내내 구름이 끼고 냉랭한 날이 많다. 이 점은 맑게 개고 온화한 온도를 보여 주는 로스앤젤레스의 다른 지역과는 다르다. 종종, 20번가 지역은 맑게 개어 있는 동시에, 해변 지역에는 구름이 끼는 일이 때때로 발생한다.

## 환경
한동안 POKEVISION.COM의 메인 페이지로 장식되기도 하였으며 포켓몬의 대량 출현 및 좋은 포켓몬이 많이 나오는 곳으로 유명하다.

## 인구
| 인구조사              | 인구   | Note  | %±     |
| --------------------- | ------ | ----- | ------ |
| 1880년                | 417    |       | —      |
| 1890년                | 1,580  |       | 278.9% |
| 1900년                | 3,057  |       | 93.5%  |
| 1910년                | 7,847  |       | 156.7% |
| 1920년                | 15,252 |       | 94.4%  |
| 1930년                | 37,146 |       | 143.5% |
| 1940년                | 53,500 |       | 44.0%  |
| 1950년                | 71,595 |       | 33.8%  |
| 1960년                | 83,249 |       | 16.3%  |
| 1970년                | 88,289 |       | 6.1%   |
| 1980년                | 88,314 |       | 0.0%   |
| 1990년                | 86,905 |       | −1.6%  |
| 2000년                | 84,084 |       | −3.2%  |
| 2010년                | 89,736 |       | 6.7%   |
| 2019 (추산)           | 90,401 | [ 3 ] | 0.7%   |
| U.S. Decennial Census |        |       |        |

## 산업
펍지 주식회사(PUBG Corporaton)가 이곳에 북미 사무소를 두고 있다. 사막맵 미라마도 여기서 개발하였다.

## 기후
| Santa Monica Pier, California의 기후 | Santa Monica Pier, California의 기후 | Santa Monica Pier, California의 기후 | Santa Monica Pier, California의 기후 | Santa Monica Pier, California의 기후 | Santa Monica Pier, California의 기후 | Santa Monica Pier, California의 기후 | Santa Monica Pier, California의 기후 | Santa Monica Pier, California의 기후 | Santa Monica Pier, California의 기후 | Santa Monica Pier, California의 기후 | Santa Monica Pier, California의 기후 | Santa Monica Pier, California의 기후 | Santa Monica Pier, California의 기후 |
| 월                                   | 1월                                  | 2월                                  | 3월                                  | 4월                                  | 5월                                  | 6월                                  | 7월                                  | 8월                                  | 9월                                  | 10월                                 | 11월                                 | 12월                                 | 연간                                 |
| ------------------------------------ | ------------------------------------ | ------------------------------------ | ------------------------------------ | ------------------------------------ | ------------------------------------ | ------------------------------------ | ------------------------------------ | ------------------------------------ | ------------------------------------ | ------------------------------------ | ------------------------------------ | ------------------------------------ | ------------------------------------ |
| 역대 최고 기온 °F (°C)               | 85 (29)                              | 89 (32)                              | 90 (32)                              | 91 (33)                              | 93 (34)                              | 92 (33)                              | 91 (33)                              | 95 (35)                              | 94 (34)                              | 99 (37)                              | 100 (38)                             | 89 (32)                              | 100 (38)                             |
| 월평균 최고 기온 °F (°C)             | 77.0 (25.0)                          | 76.8 (24.9)                          | 73.3 (22.9)                          | 77.1 (25.1)                          | 72.0 (22.2)                          | 73.2 (22.9)                          | 76.2 (24.6)                          | 76.8 (24.9)                          | 79.8 (26.6)                          | 83.9 (28.8)                          | 79.9 (26.6)                          | 75.4 (24.1)                          | 87.8 (31.0)                          |
| 일평균 최고 기온 °F (°C)             | 63.7 (17.6)                          | 63.2 (17.3)                          | 62.5 (16.9)                          | 64.0 (17.8)                          | 64.6 (18.1)                          | 67.0 (19.4)                          | 69.8 (21.0)                          | 70.3 (21.3)                          | 70.7 (21.5)                          | 69.4 (20.8)                          | 67.1 (19.5)                          | 63.7 (17.6)                          | 66.3 (19.1)                          |
| 일평균 최저 기온 °F (°C)             | 50.9 (10.5)                          | 51.4 (10.8)                          | 52.5 (11.4)                          | 54.4 (12.4)                          | 57.0 (13.9)                          | 60.0 (15.6)                          | 62.6 (17.0)                          | 63.2 (17.3)                          | 62.8 (17.1)                          | 59.7 (15.4)                          | 55.0 (12.8)                          | 50.8 (10.4)                          | 56.6 (13.7)                          |
| 월평균 최저 기온 °F (°C)             | 43.6 (6.4)                           | 44.8 (7.1)                           | 46.0 (7.8)                           | 48.2 (9.0)                           | 51.9 (11.1)                          | 55.8 (13.2)                          | 58.9 (14.9)                          | 59.3 (15.2)                          | 57.9 (14.4)                          | 53.9 (12.2)                          | 47.7 (8.7)                           | 44.0 (6.7)                           | 41.6 (5.3)                           |
| 역대 최저 기온 °F (°C)               | 34 (1)                               | 35 (2)                               | 33 (1)                               | 39 (4)                               | 43 (6)                               | 45 (7)                               | 49 (9)                               | 51 (11)                              | 44 (7)                               | 42 (6)                               | 37 (3)                               | 34 (1)                               | 33 (1)                               |
| 평균 강수량 인치 (mm)                | 2.84 (72)                            | 3.44 (87)                            | 1.96 (50)                            | 0.66 (17)                            | 0.21 (5.3)                           | 0.04 (1.0)                           | 0.01 (0.25)                          | 0.04 (1.0)                           | 0.13 (3.3)                           | 0.50 (13)                            | 1.08 (27)                            | 1.88 (48)                            | 12.79 (325)                          |
| 평균 강우일수                        | 7.0                                  | 7.9                                  | 5.1                                  | 2.4                                  | 1.0                                  | 0.4                                  | 0.1                                  | 0.5                                  | 1.0                                  | 0.8                                  | 2.5                                  | 4.0                                  | 32.7                                 |
| 출처: NOAA                           |                                      |                                      |                                      |                                      |                                      |                                      |                                      |                                      |                                      |                                      |                                      |                                      |                                      |

## 같이 보기
- 머슬 비치